# Runder Tisch der Religionen in Deutschland
Der Runde Tisch der Religionen in Deutschland ist ein eigenständiges Gremium aus hochrangigen Repräsentanten von Religionsgemeinschaften in Deutschland. Im Rahmen seiner bundesweiten Tätigkeit trifft er sich zweimal jährlich zur gegenseitigen Information über Entwicklungen in den Religionsgemeinschaften und Förderung des interreligiösen Dialogs, zu Stellungnahmen für die Presse und für die Religionsgemeinschaften im interreligiösen Kontext sowie zur Planung des alljährlichen "Tags der Religionen".
Auf lokaler Ebene bestehen in Deutschland Runde Tische der Religionen, die neben den Räten der Religionen eigenständig tätig sind.

## Gründung
Nach Gesprächen mit den großen Religionsgemeinschaften in Deutschland durch den Vorsitzenden von Religions for Peace/WCRP Deutschland Franz Brendle erfolgte die Gründung eines bundesweiten Runden Tisches der Religionen am 26. März 1998 im Rahmen des "Mainzer Dialogs". Gründungsmitglieder waren der bei der Gründung bestellte Geschäftsführer Franz Brendle und der stellvertretende Geschäftsführer Johannes Lähnemann (WCRP), Bischof Karl Ludwig Kohlwage, Ulrich Dehn (EZW) (ev. Christentum), Bischof Hermann Josef Spital (r.-k. Christentum), Archidiakon Wassilios Klein (orth. Christentum), Ignatz Bubis (Judentum), Nadeem Elyas (Islam), Friedo Zölzer (Bahaitum) und Alfred Weil (Buddhismus). Weitere anwesende Unterstützer waren
Bischof Rolf Koppe (ev. Christentum), Weihbischof Hans-Jochen Jaschke und Hans Waldenfels (r.-k. Christentum), Hasan Özdogan (Islam) und Ram Adhar Mall (Hinduismus).
Die aktuellen Mitglieder sind auf der Homepage des Runden Tisches der Religionen aufgeführt.
Noch im gleichen Jahr äußerte sich der Gründungskreis öffentlich in einem "Brief der Religionen an die Religionen", der mit den Worten beginnt "Es ist an der Zeit, aufeinander zuzugehen. Die Religionsgemeinschaften fühlen sich mitverantwortlich für das gesellschaftliche Zusammenleben und sind sich der Bedeutung der Religionen für das öffentliche Leben bewusst.

## Verlautbarungen
In seinen Stellungnahmen für Presse und Religionsgemeinschaften thematisiert der Runde Tisch der Religionen in Deutschland aktuelle Themen wie Religionsfreiheit, die Flüchtlingsthematik oder Terroranschläge. Vertrauensbildende Maßnahmen – auch bei Themen, zu denen innerhalb der einzelnen Religionsgemeinschaften unterschiedliche Auffassungen bestehen – werden dabei als ein Schwerpunkt gesehen. Überlegungen hierzu finden sich auch in der Publikation "Gemeinsam Beten?".

## Tag der Religionen
Die Veranstaltung eines Tags der Religionen an wechselnden Orten ist ein Schwerpunkt in der Tätigkeit des Runden Tischs der Religionen in Deutschland. Er findet regelmäßig in Verbindung mit einer der beiden jährlichen Sitzungen und im Zusammenwirken mit einer größeren deutschen Stadt und deren interreligiösen Initiativen vor Ort statt: u. a. 2019 in Nürnberg, 2018 in Berlin, und 2016 in Dortmund. Die Berliner Veranstaltung fand gemeinsam mit dem Berliner Forum der Religionen und unter der Schirmherrschaft des Regierenden Bürgermeisters Michael Müller statt. In Dortmund wies Bundespräsident a. D. Christian Wulff auf die soziale und gesellschaftliche Verantwortung der Religionen hin.